# Giresunské pohoří
Giresunské pohoří (turecky Giresun Dağları) je pohoří na západním okraji Východopontských hor na severu Turecka.
Giresunské pohoří se táhne v délce přes 120 km v západovýchodním směru mezi městem Mesudiye na západě v provincii Ordu k provincii Gümüşhane na východě.

## Geografie

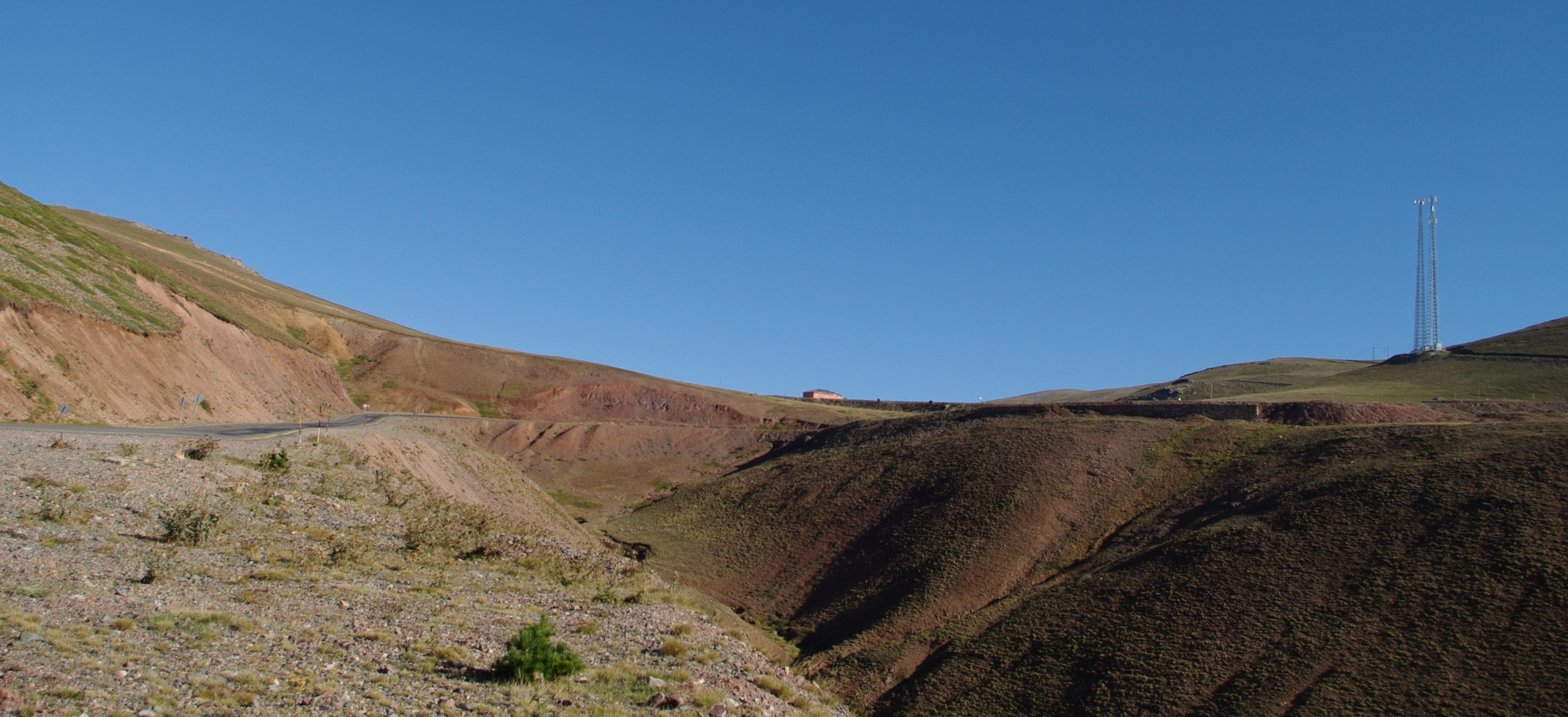
Sedlo průsmyku Eğribel

Řeka Melet Çayı odděluje na západě Giresunské pohoří od pohoří Canik Dağları. Říční údolí Kelkit sledující Severoanatolský zlom tvoří jižní okraj pohoří.
Severní svahy jsou odvodňovány řekami Pazarsuyu Deresi, Aksu Deresi, Yağlıdere Çayı a Gelevera Deresi do Černého moře. Na východně pohoří plynule přechází v pohoří Gümüşhane Dağları. Podle tureckých geologických map je Gümüşhane Dağları ještě součástí Giresunského pohoří, a to pak tedy končí až na okraji Bayburtské kotliny (Bayburt Ovası).
Nejvyšší částí pohoří je hřbet Alucra Dağları, který se nachází v jeho východní části. V něm je i nejvyšší vrchol pohoří, 3331 metrů vysoký Abdal Musa Tepesi, který je současně nejvyšším bodem provincie Giresun. Dalším vysokým masivem je Karagöl Dağları na západě pohoří s maximální nadmořskou výškou 3107 metrů.
Silnice D865 z Dereli do Şebinkarahisar přechází přes Giresunské pohoří průsmykem Eğribel v nadmořské výšce 2320 m. Pod tímto průsmykem probíhá výstavba 5900 metrů dlouhého silničního tunelu, který by měl být otevřen v roce 2021 a zjednodušit a zrychlit dopravu mezi Giresunem a Sivasem.

### Hory (výběr)
Následuje seznam vrcholů Giresunského pohoří od západu k východu:
- Karagöl Tepesi (též Karagöl Dağı, 3107 m n. m., 40°31′19″ s. š., 38°9′14″ v. d.), provincie Giresun, Ordu, Sivas
- Kırklar Tepesi (3040 m n. m., 40°30′32″ s. š., 38°11′33″ v. d.)
- Akilbaba Tepesi (2850 m n. m., 40°32′31″ s. š., 38°45′28″ v. d.), provincie Giresun
- Abdal Musa Tepesi (3331 m n. m., 40°23′42″ s. š., 39°3′54″ v. d.), provincie Giresun, Gümüşhane

## Geologie
Jádro pohoří tvoří paleocenní až eocenní granitoidy, obklopené vulkanickými (bazalty, spility, andezity) a sedimentárními horninami spodní až střední Jury a vulkanickými (dacity, ryolity, ryodacity, andezity a pyroklastika) a sedimentárními horninami svrchní křídy. V ose pohoří v jeho nejvyšší části je zčásti doložen a zčásti předpokládán tektonický zlom (přesmyk), na jih od něj převládají nad vulkanity a sedimenty svrchní křídy zejména vulkanity a sedimenty středního až svrchního miocénu.

## Karagöl
Karagöl (v tureckém překladu Černé jezero) je turistická atrakce v Giresunském pohoří a provincii Giresun. Název Černé jezero má původ v tmavomodré (obrazně černé) hladině jezera způsobené jeho velkou hloubkou.
Karagöl je společný název pro horský hřbet Karagöl Dağları, jeho nejvyšší vrchol Karagöl Tepesi (též Karagöl Daği), jezero v blízkosti vrcholu, náhorní plošinu kolem vrcholu a letní sídlo v náhorní plošině na jihovýchodě města Dereli.

### Jezera v Karagöl Dağları
Šest kruhovitých ledovcových jezer se nachází na svazích hřbetu Karagöl Dağları:
- Aygır, též Elmalı (turecky Aygır Gölü, 2650 m n. m., 40°31′46″ s. š., 38°8′47″ v. d.) na severozápadním svahu Karagöl Tepesi.
- Karagöl (2760 m n. m., 40°31′3″ s. š., 38°10′38″ v. d.) po němž je oblast pojmenována, je sopečného původu
- Bağırsak (40°31′27″ s. š., 38°11′8″ v. d.) v údolí svažujícím se k vesnici Aksu, jehož zdrojem vody je jezero Karagöl
- Camlı, též Kurban (2750 m n. m., 40°30′49″ s. š., 38°11′35″ v. d.) na východ od Karagöl Tepesi na severozápadním svahu Kırklar Tepesi
- Sarak (turecky Sağrak Gölü, 2750 m n. m., 40°31′2″ s. š., 38°12′39″ v. d.) na východním svahu Kırklar Tepesi. Počínaje jezerem Sarak se v údolí směrem dolů nachází četné letní osady, např. Kanıağıl, Avşar, Yukarı Belen a Aşağı Belen.